# St. Georg (Ertingen)

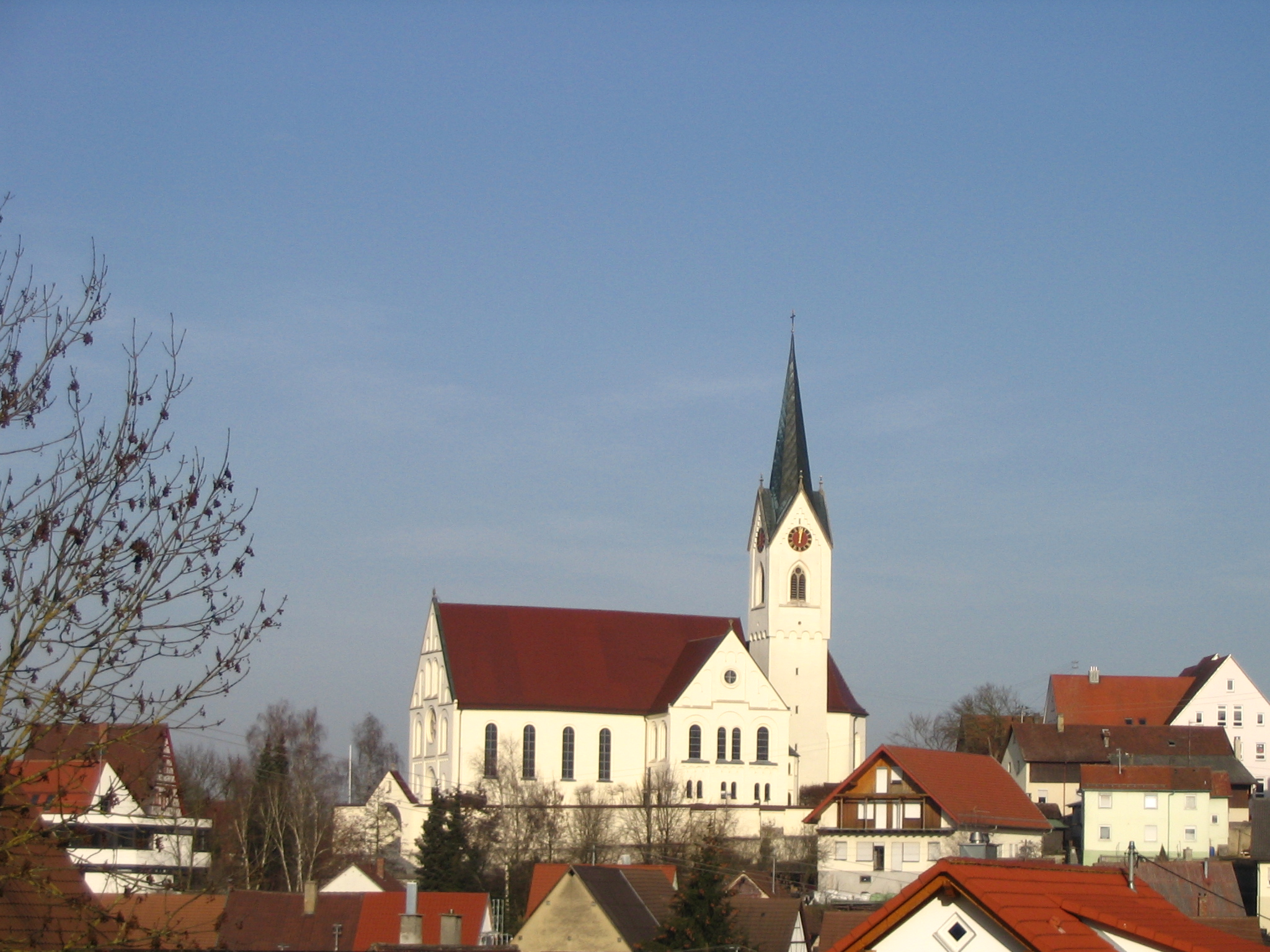
St. Georg in Ertingen

Die römisch-katholische Pfarrkirche St. Georg steht in Ertingen, einer Landgemeinde im Landkreis Biberach in Baden-Württemberg. Die Kirchengemeinde gehört zum Dekanat Biberach in der Diözese Rottenburg-Stuttgart. Sie ist beim Landesamt für Denkmalpflege Baden-Württemberg als Baudenkmal eingetragen.

## Beschreibung
Die Kreuzkirche wurde 1873–76 nach einem Entwurf von Joseph Cades unter Verwendung älterer Bauteile erbaut. Sie besteht aus einem Langhaus, einem eingezogenen, dreiseitig geschlossenen Chor des Vorgängerbaus von 1771, einem dazwischen liegenden Querschiff und einem in der Ecke von Südwand des Chors und Ostwand des südlichen Querarms stehenden Chorflankenturm, dessen untere Geschosse spätromanisch sind. Er wurde mit einem Geschoss aufgestockt, das den Glockenstuhl beherbergt, und mit einem spitzen Helm bedeckt. In den vier Giebeln sind die Zifferblätter der Turmuhr untergebracht. Das Portal befindet sich in der Fassade im Westen. 
Zur Kirchenausstattung gehört ein Gemälde von Nicolò Bambini über die Mariä Geburt, das ursprünglich im Deutschordensschloss hing. Von Johann Joseph Christian stammt eine Statue des heiligen Wendelin. Die Orgel auf der Empore wurde 1969 von der Späth Orgelbau in einen vorhandenen Prospekt eingebaut.